# Tři hlasy
Tři hlasy – Three Voices (2015) je společným hudebním projektem tří zpěvaček Jitky Šuranské (Česko), Michal Elia Kamal (Izrael) a Irén Lovász (Maďarsko).  
Projekt vzniknul v rámci festivalu Folkové prázdniny v Náměšti nad Oslavou v létě 2014 a kombinuje oblíbené lidové písně tří zpěvaček, které tyto písně navzájem interpretují v původním i svém rodném jazyce. CD vydalo vydavatelství Indies Scope v roce 2015 a bylo nahráno dne z 2.8.2014. Zpěvačky jsou doprovázeny kapelami Light in Babylon a Shum Davar.  

## Seznam skladeb
1. Tři hlasy 03:09
2. Csak Azt Szánom-bánom 06:08
3. Bursa'ninufak Tefek Taslari 03:22
4. Fuč větříčku 03:48
5. Hej, Jancsika, Jancsika 07:03
6. Shecharchoret 05:57
7. Indulj el egy úton 03:23
8. Hava Nagila 09:13
9. Za vodů 05:07

## Obsazení

### Účinkující
- Irén Lovász – zpěv / vocals
- Michal Elia Kamal – zpěv / vocals
- Jitka Šuranská – zpěv, housle / vocals, violin
- Martin Krajíček – mandolína / mandolin

### Light in Babylon
- Metehan CIfc – santur
- Julien Demarque – kytara / guitar
- Demir Asaad – perkuse / percussion
- Jack Butler – baskytara / bass guitar

### Shum davar
- Juraj Stieranka – housle / violin
- Gugar Manukyan – akordeon / accordion
- Pavel Bartoš – kontrabas /  double bass
- Viktor kundrák – bicí / drums